# Agapet I.
Agapet I., papa od 13. svibnja 535. do 22. travnja 536. godine.

## Životopis
Rođen je u Rimu, od oca Gordianus. Otac mu je bio rimski svećenik, ubijen u neredima koje je izazvao tzv. Lateranski raskol. Za papu je izabran 13. svibnja 535. kao nasljednik. Njegov kratki pontifikat je obilježilo izbijanje rata između Bizanta i ostrogotske države koja je tada vladala Italijom. Po naredbi ostrogotskog kralja Teodahad Agapet odlazi u Konstantinopol kako bi pokušao bizantskog cara Justinijana nagovoriti na sklapanje mira. Agapet tada nije imao nikakvog uspjeha.
Agapet je umro 22. travnja 536. Pokopan je u Bazilici sv. Petra. Proglašen je svetim, a spomendan mu se slavi 22. travnja.